# Trichaphodius flavus
Trichaphodius flavus är en skalbaggsart som beskrevs av S. Endrödi 1955. Trichaphodius flavus ingår i släktet Trichaphodius och familjen Aphodiidae. Inga underarter finns listade i Catalogue of Life.